# Вовк азійський
Азійський, або індійський, або іранський, або південно-каспійський вовк (лат. Canis lupus pallipes) — підвид сірого вовка, який мешкає на території Лівану, Туреччини, Ірану, Афганістану, Пакистану, Сирії, Індії, Вірменії, Ічкерії, Дагестану та інших прилеглих регіонів.

## Опис
Висота у холці 45—75 см, вага 25—32 кг. Хутро коротке, густе, бурого забарвлення. Воно допомагає їм злитися з місцевим ландшафтом. У них майже нема підшерстка, це допомагає ним зберігати прохолоду у жаркому кліматі Близького Сходу. Мабуть, іноді виють.
Автори останніх досліджень мітохондріальної ДНК індійського вовка припускають, що популяції, населяючі індійський півострів, достатньо генетично різні і повинні розглядатись як окремий вид — Canis indica.
Від арабського вовка відрізняється темнішим забарвленням, більшим розміром і пропорційно більшою головою.

## Поточна ситуація
Азійському вовку, як і арабському, загрожує гібридизація з домашніми собаками, що небезпечно для генетичної чистоти підвиду. Головні причини скорочення чисельності популяції — деградація звичних місць проживання і полювання. У країнах Близького Сходу азійський вовк перебуває під охороною тільки на території Ізраїлю, де його популяція становить 150—250 особин.

## У культурі
Вовк, відомий у Туреччині як бозкурт, був головним тотемом древніх тюркських племен і був національним символом з часів гунів до Османськой імперії. Перед тим, як тюрки прийняли іслам, голову вовка надягали на кінці знамен. Пізніше вона була замінена на зорю і півмісяць. У турецькій (і в цілому тюркській) міфології існує повір'я про те, що гоктюрки пішли від вовчиці на ім'я Асена. Ця легенда перегукується з міфом про Ромула і Рема.